# Melby (Halsnæs Kommune)
 For alternative betydninger, se Melby. (Se også artikler, som begynder med Melby)
Melby ligger i Nordsjælland og er en lille by med 781 indbyggere  (2024). Den ligger i Halsnæs Kommune og tilhører Region Hovedstaden.
Af historiske seværdigheder kan nævnes Melby Mølle (1878) og Melby Kirke.